# Neckera cephalonica
Neckera cephalonica là một loài rêu trong họ Neckeraceae. Loài này được Jur. & Unger mô tả khoa học đầu tiên năm 1862.